# 游錫堃選前之夜場地遭打壓事件

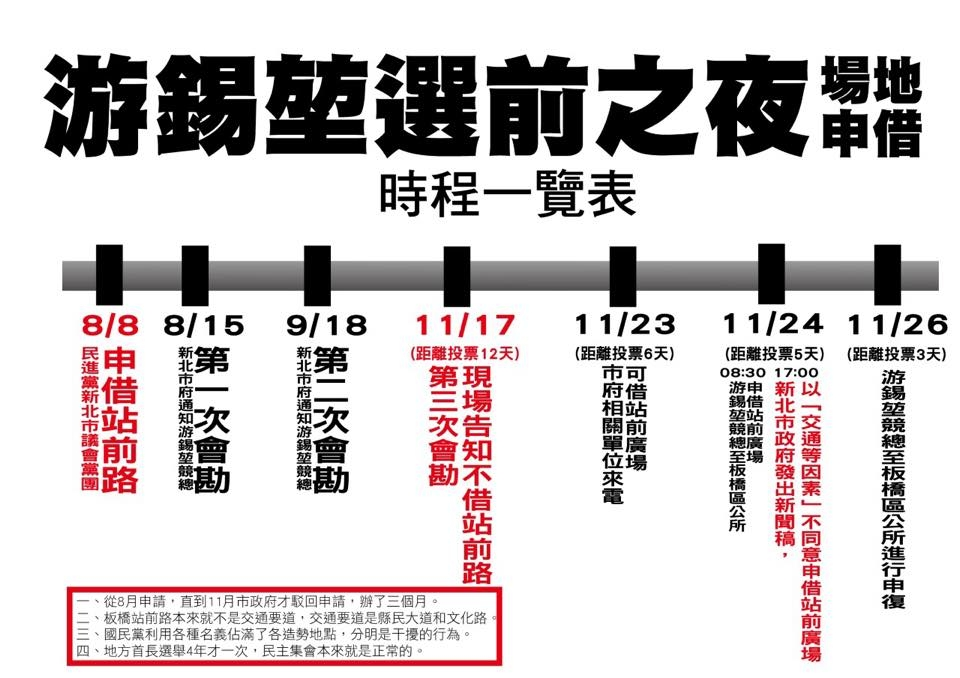
游錫堃前之夜場地申借時程一覽表

游錫堃選前之夜場地遭打壓事件，是指2014年新北市長選舉過程中，自2014年11月17日以來一連串對於游錫堃陣營租借選前之夜場地卻疑遭朱立倫市長的新北市政府團隊行政干預事件。雙方主要爭議在於游錫堃競選總部早於2014年8月8日提出申請站前路舉辦選前之夜，但在經過新北市政府2014年8月15日、2014年9月18日兩次會勘，新北市政府於2014年11月17日以「影響交通」為由否決，對此游錫堃陣營的競選總幹事高志鵬指出這是「標準的行政不公、假公濟私！」。
11月23日游錫堃陣營接獲新北市府主動來電告知，希望能將活動改至站前廣場，競總也接受協調，更與相關單位一同前往現場會勘，過程中允諾提交民眾安全與交通疏導建議，未料新北市新聞局卻發出聲明，以「嚴重衝擊交通」與站前廣場禁止提供『政治集會』為由，不同意讓綠營在此舉辦選前之夜並且欲以板橋火車站前的站前廣場作為游錫堃11月28日選前之夜的活動場地。而新北市政府則以除交通考量外，依「新北市政府公設廣場使用管理要點」第二點規定，站前廣場原本就禁止提供「政治集會」為由拒絕游錫堃陣營的要求，雙方也在自2014年11月17日後，陸續幾天皆對游錫堃選前之夜場地租用一事相互批評與回應。

## 事件過程

### 2014年11月17日
新北市長朱立倫一人借走兩處大型活動場地，游錫堃競選總部轉借板橋車站站前路作為造勢場地，於8月8日提出申請舉辦選前之夜，但在經過8月15日、9月18日兩次會勘，新北市府於11月17日以「影響交通」為由否決。游錫堃競選總部總幹事高志鵬指出，一般場地申請流程僅需5天，但板橋公所以各種理由拖延3個月，期間辦理2次會勘都沒有問題，今日卻以「影響交通」為由，「不同意」於站前路舉辦造勢晚會。「標準的行政不公、假公濟私！」高志鵬指控，朱立倫利用市長優勢佔去大型體育場，還用政治影響力讓對手無法舉辦造勢晚會。。
新北市政府回應
- 新北市政府板橋區公所表示，為免影響旅客、民眾的權益及造成交通衝擊，經現勘後礙難同意借用該路段。朱立倫競選總部新聞組長葉元之表示，新北市長朱立倫的選前之夜確定是在板橋第一運動場，游錫堃可以去申請板橋第二體育場。[5]

### 2014年11月18日
游競選總部執行總幹事高志鵬出示新北市政府申借場地網頁截圖，截至昨晚10時前，板橋第二運動場仍被國民黨新北市黨部以「市民政令宣導」名義借走；今上午10時突又可以申請。「若非未卜先知，就是行政不中立！」高志鵬質疑，當初朱立倫一次申借2個大型場地，已盤算到這種狀況，且競選幹部還能指揮市府，簡直為「整個新北市政府，就是我的競選總部。」。

### 2014年11月20日
游錫堃競選總部執行總幹事高志鵬聯合綠營新北市議員候選人今在新北市政府前抗議，黨團總召李余典表示，11月28日是民進黨市長候選人游錫堃的選前之夜，但商借板橋區站前路作為造勢場地的時候，遭政治因素介入，有抵制排擠游錫堃的嫌疑。李余典呼籲，市政府應保持中立態度，從8月開始會勘，離選舉將近剩不到兩個禮拜的時間便馬上駁回，應該讓游錫堃跟朱立倫享有同樣的立場及待遇才對。。
新北市政府回應
- 新北市政府新聞局長林芥佑受訪說，游營刻意炒作議題，民進黨在過去的選戰，也都有類似的作法。

### 2014年11月21日
游錫堃競選總部執行總幹事高志鵬表示，活動地點「沒有改變的可能」，並聲稱「若出了什麼事，市府要負責任」。游錫堃競選總部新聞部主任周永鴻則痛批，只有威權時代才會發生政府指定活動場合，朱立倫陣營的發言跟郝伯村的發言邏輯如出一徹，不知今夕是何夕。
新北市政府回應
- 新北市政府新聞局長林芥佑21日表示，板橋區公所與相關單位既然都已表示不同意借用站前路舉辦選前之夜的立場，「若是出了什麼事，民進黨和游錫堃要負責任」。[10]

### 2014年11月24日
民進黨原本要求在板橋區站前路，以封路方式辦理新北市長候選人游錫堃的選前之夜，市府與公所表達無法同意借用；民進黨再次提出借用站前廣場申請。板橋區公所表示，除交通考量外，依《新北市政府公設廣場使用管理要點》第2點，站前廣場禁止提供「政治集會」。

### 2014年11月25日
游錫堃競選總部上午前往板橋站前廣場召開記者會，針對選前之夜場地租借提出質疑，競總執行總幹事高志鵬說，先前8月提出申請將租借站前路舉辦選前之夜，最後歷經3個月與3次會勘後，新北市府以影響交通為由不同意租借，發言人羅致政提到，競選總部絕對願配合守法，本周日也接獲新北市府主動來電告知，希望能將活動改至站前廣場，競總也接受協調，羅致政指出，原以為能夠順利租借站前廣場，未料昨脕新北市新聞局卻發出聲明，因「嚴重衝擊交通」與站前廣場禁止提供『政治集會』為由，市府不同意讓綠營在此舉辦選前之夜，強烈質疑「不同意舉辦，為何市府要主動告知更陪同會勘？」。
新北市政府回應
- 新北市政府交通局表示，絕不會同意借用站前廣場。[13]新北市長朱立倫表示：「尊重法規。」[14]

### 2014年11月26日
新北市長候選人游錫堃表示，目前除了申覆站前廣場，也申請新府路與新站路，新府路及新站路舉辦相關活動已有前例，民進黨主席蔡英文曾分別於2012、2010年舉辦造勢活動，請新北市政府勿再刁難。前行政院長蘇貞昌也表示，游錫堃的努力，已讓新北市民逐漸了解其政見可行而富創意，對選情相當有信心，但連選前之夜的場地，當權者都百般挑剔，相當沒有民主競爭的風度。晚間板橋區公所發布新聞稿，再度駁回這項申請。對此游辦總部新聞部主任周永鴻表示，市府明明舉辦歡樂耶誕城演唱會就曾封路，現因交通因素拒絕租借，根本就在說謊。 （页面存档备份，存于）。
新北市政府回應
- 新北市政府板橋區公所晚間拒絕申請。[16]。

### 2015年3月8日
游錫堃收取刑案通知書。

### 2015年6月3日
新北市地檢署傳喚競選總部文宣群執行長孟義超等人到案，游錫堃也現身新北檢表示：「選前之夜是我做的決定，今天要主動向檢察官自首。」